# Phaonia exoleta
Phaonia exoleta är en tvåvingeart som först beskrevs av Johann Wilhelm Meigen 1826.  Phaonia exoleta ingår i släktet Phaonia och familjen husflugor. Arten är reproducerande i Sverige. Inga underarter finns listade i Catalogue of Life.